# Ameivula confusionibus
Ameivula confusionibus là một loài thằn lằn trong họ Teiidae. Loài này được Arias, De Carvalho, Rodrigues & Zaher mô tả khoa học đầu tiên năm 2011.